# فايمار

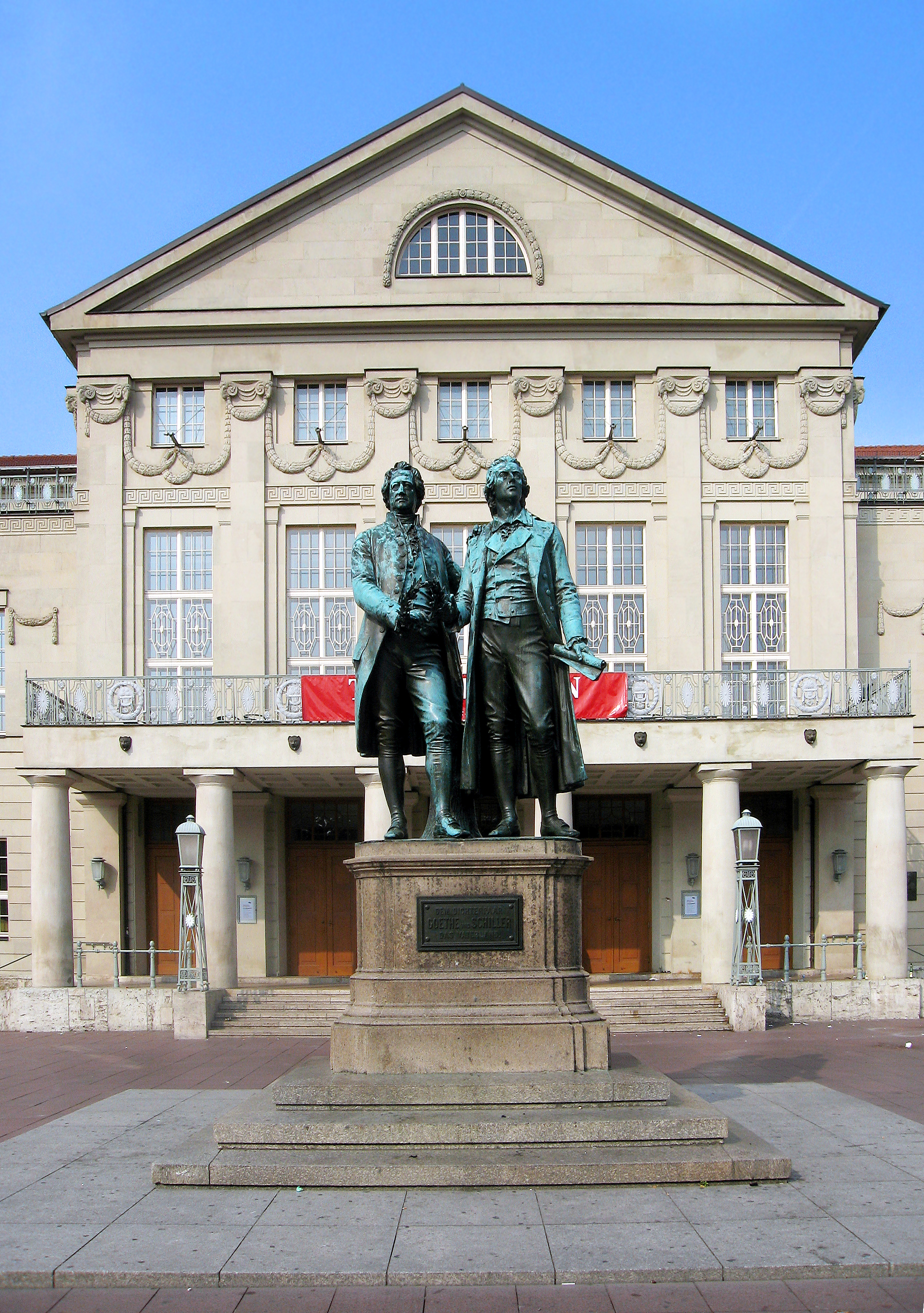
تمثال جوته وشيلر أمام مسرح فايمار

 فايمار (بالألمانية: Weimar) هي مدينة تقع في وسط شرق ألمانيا في ولاية تورنغن. يبلغ عدد سكانها 64,000 نسمة (وفقاً لإحصاءات عام 2004).
تعتبر مدينة فايمر شاهداً حياً عايش أهم حقبات التاريخ الألماني المعاصر. فهنا عاش أكبر علمين عرفهما الأدب الألماني الكلاسيكي وهما يوهان فولفغانغ فون غوته، الذي انتقل إليها في عام 1775 وعاش فيها حتى وفاته في عام 1832، والشاعر والمسرحي الكبير فريدريش شيلر، الذي احتفلت ألمانيا بذكرى مرور مئتي عام على وفاته عام 2005، في القرن التاسع عشر، حوّل مؤلفون موسيقيون أمثال فرانز ليست المدينة مركزا موسيقيا، ولاحقا، موسيقيون ومعماريون أمثال هنري فان دي فيلدي وفاسيلي كاندينسكي وبول كلي وليونيل فايننغر وفالتر غروبيوس جاءوا للمدينة مؤسسين لحركة الباوهاوس، أهم مدارس التصميم في ألمانيا لفترة ما بين الحربين. إلا أن التاريخ السياسي للمدينة في القرن العشرين كان مضطربا ومتفاوتا: كانت المكان الذي وقع فيها أول دستور ديمقراطي ألماني بعد الحرب العاليمة الأولى، فتسمت جمهورية فايمار (1918-1933) على اسم المدينة، كما انها إحدى المدن التي أضحت جزء من الأساطير المؤسسة لبروبوغندا النازيين. وقدعاش في هذه المدينة أيضا الفيلسوف شبنهاور.

## توأمة
لفايمار اتفاقيات توأمة مع كل من:
- بلوة (18 فبراير 1995 - )[8]
- هامينلينا (6 سبتمبر 1970 - )[8]
- سيينا (15 أبريل 1994 - )[8]
- ترير (24 مايو 1987 - )[8]
- زاموشتش (25 مايو 2012 - )[8]

## أعلام
- راينهارد شير
- كارل فيليب إيمانويل باخ
- أوغستا من ساكس-فايمار-آيزناخ
- ويلهلم باش
- أوغست فون كوتسيبو
- كريستوف مارتين فيلاند
- كارل زايس
- فريدريك شيلر
- يوهان جوتفريد هردر
- فيلهلم الثالث، لاندغراف تورينغيا
- فريدريك نيتشه
- لوكاس كراناخ
- فيلهلم، دوق ساكس فايمار

## وصلات خارجية
- فايمار مدينة الأدباء والمفكرين - دويتشة فيله العربية